# Chilenische Fußballnationalmannschaft (U-17-Juniorinnen)
Die chilenische U-17-Fußballnationalmannschaft der Frauen repräsentiert Chile im internationalen Frauenfußball. Die Nationalmannschaft untersteht der Federación de Fútbol de Chile und wird seit Anfang 2020 von Alex Castro trainiert.
Die Mannschaft tritt bei der U-17-Südamerikameisterschaft und der U-17-Weltmeisterschaft für Chile an. Bislang konnte sich das Team nur 2010 für eine WM-Endrunde qualifizieren, kam jedoch nicht über die Gruppenphase hinaus. Bei der Südamerikameisterschaft erreichte die chilenische U-17-Auswahl mit dem zweiten Platz 2010 ihr bisher bestes Ergebnis.

## Turnierbilanz

### Weltmeisterschaft
| Jahr   | Gastgeber           | Platzierung        |
| ------ | ------------------- | ------------------ |
| 2008   | Neuseeland          | nicht qualifiziert |
| 2010   | Trinidad und Tobago | Gruppenphase       |
| 2012   | Aserbaidschan       | nicht qualifiziert |
| 2014   | Costa Rica          | nicht qualifiziert |
| 2016   | Jordanien           | nicht qualifiziert |
| 2018   | Uruguay             | nicht qualifiziert |
| 2021 1 | Indien 1            | – 1                |
| 2022   | Indien              | Gruppenphase       |

### Südamerikameisterschaft
| Jahr   | Gastgeber   | Platzierung  |
| ------ | ----------- | ------------ |
| 2008   | Chile       | Gruppenphase |
| 2010   | Brasilien   | 2. Platz     |
| 2012   | Bolivien    | Gruppenphase |
| 2013   | Paraguay    | 4. Platz     |
| 2016   | Venezuela   | Gruppenphase |
| 2018   | Argentinien | Gruppenphase |
| 2020 2 | Uruguay 2   | – 2          |
| 2022   | Uruguay     | 3. Platz     |